# Sonny Darby
Henry (Harry) "Sonny" Darby (ur. 22 września 1902, zm. 17 września 1971) – brytyjski zapaśnik walczący w stylu wolnym. Olimpijczyk z Paryża 1924, gdzie zajął piąte miejsce w wadze koguciej.
Mistrz kraju w 1925 roku.

## Letnie Igrzyska Olimpijskie 1924
| Konkurencja      | Rundy eliminacyjne    | Rundy eliminacyjne         | Turniej o srebrny medal | Klas. końcowa |
| Konkurencja      | 1/8                   | 1/4                        | Przeciwnik I            | Miejsce       |
| ---------------- | --------------------- | -------------------------- | ----------------------- | ------------- |
| 56 kg styl wolny | Piero Tordera (ITA) Z | Kustaa Pihlajamäki (FIN) P | Kaarlo Mäkinen (FIN) P  | 5.            |